# Монреаль (острів)

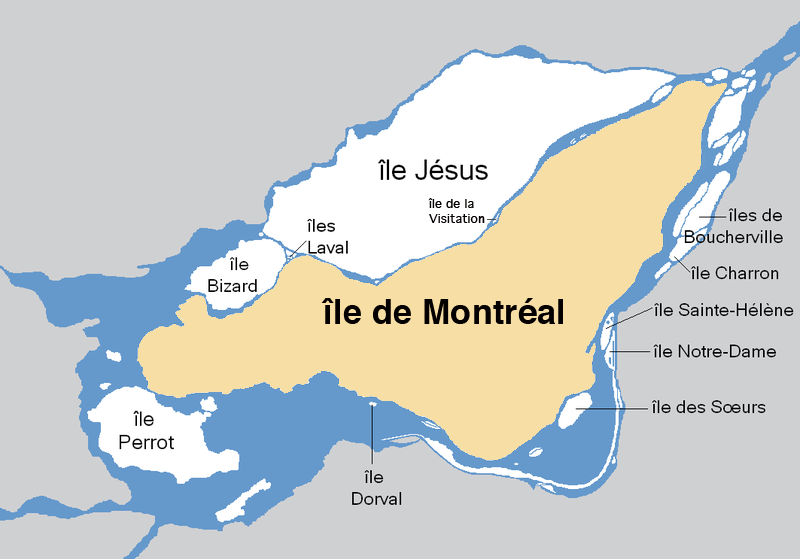

Острів Монреаль (фр. Île de Montréal, англ. Montreal Island) — перший за величиною острів архіпелагу Ошлага (фр. L'archipel d'Hochelaga), розташований у південно-західному районі провінції Квебек, Канада, недалеко від місця, де річка Оттава впадає в річку Святого Лаврентія.
Острів має площу приблизно 449 км², 50 км в довжину і 16 км в ширину. Річки Оттава і Святого Лаврентія впадають в озеро Де-Монтань (фр. lac des Deux Montagnes — «Дві гори») на північному заході острова Монреаль і в озеро Сен-Луї (фр. Lac Saint-Louis) на південному заході острова Монреаль. На півночі острова річка Рів'єр-де-Прері відокремлює його від острова Ісуса, на півдні острів обмежується річкою Святого Лаврентія.
Найвища вершина на острові — гора Рояль (фр. Mont Royal — «Королівська гора») висотою 233 м над рівнем моря.
Станом на 2006 рік населення острова становило 1 854 442 жителів — 1-й острів в Канаді і 37-й острів у світі. Місто Монреаль включає острів Монреаль, острів Бізар (фр. Île Bizard), острів Сент-Елен (фр. Île-Sainte-Hélène), острів Нотр-Дам (фр. Île Notre-Dame), острів Монахинь (фр. Île-des-Soeurs) і 69 маленьких островів.
Головні мости на острові — міст Жак-Картьє (фр. pont Jacques-Cartier) і міст Шамплена (фр. Pont Champlain).

## Історія
Острів відкрито французом Жаком Картьє у 1535 році: французький мореплавець назвав гору в центрі острова «Монреаль», на честь короля Франції (старофранцузькою мовою Mont réal — «королівська гора»).
Самюель де Шамплен в 1616 р. перший вніс на мапу назву острова як острів де Вільменон (фр. l'ille de Vilmenon) на честь сера де Вільменона (фр. Sieura de Vilmenon), члена кортежу короля Франції Людовика XIII. У 1632 р. на мапі Самюеля де Шамплена острів позначався як Монреаль (фр. Isle de Mont-real).
Тоді ж на острові вже існувало індіанське селище Ошлага (фр. Hochelaga), назву якого носить один із міських районів Монреаля.